# كاروكيا بارنزية
كاروكيا بارنزية (الاسم العلمي: Carukia barnesi) هي نوع من قناديل البحر المكعبة يتبع جنس الكاروكيا من الفصيلة الكاروكية.